# Turanium scabrum
Turanium scabrum är en skalbaggsart som först beskrevs av Ernst Gustav Kraatz 1882.  Turanium scabrum ingår i släktet Turanium och familjen långhorningar.
Artens utbredningsområde är Kazakstan. Inga underarter finns listade i Catalogue of Life.